# Burning the Ground
Burning the Ground è un singolo del gruppo musicale britannico Duran Duran, pubblicato nel 1989 ed estratto dalla raccolta Decade: Greatest Hits.

## Tracce
- 7" (UK)

1. Burning the Ground - 4:00
2. Decadance - 3:29

## Classifiche
| Classifica (1989) | Posizione raggiunta |
| ----------------- | ------------------- |
| Italia            | 7                   |
| Regno Unito       | 31                  |

## Formazione
- Simon Le Bon - voce
- Warren Cuccurullo - chitarra
- John Taylor - basso
- Nick Rhodes - tastiera
- Sterling Campbell - batteria